# USS LST-277
O USS LST-277 foi um navio de guerra norte-americano da classe LST que operou durante a Segunda Guerra Mundial.